# Национальный проект «Экология»
Национальный проект «Экология» — один из национальных проектов в России на период с 2019 по 2024 годы. Руководитель проекта — министр природных ресурсов и экологии Александр Козлов. В феврале 2020 года куратором проекта назначена вице-премьер России Виктория Абрамченко.
В названии проекта термин «экология» не имеет отношения к науке экология, а употребляется в значениях близких к понятию охрана окружающей среды.

## Описание

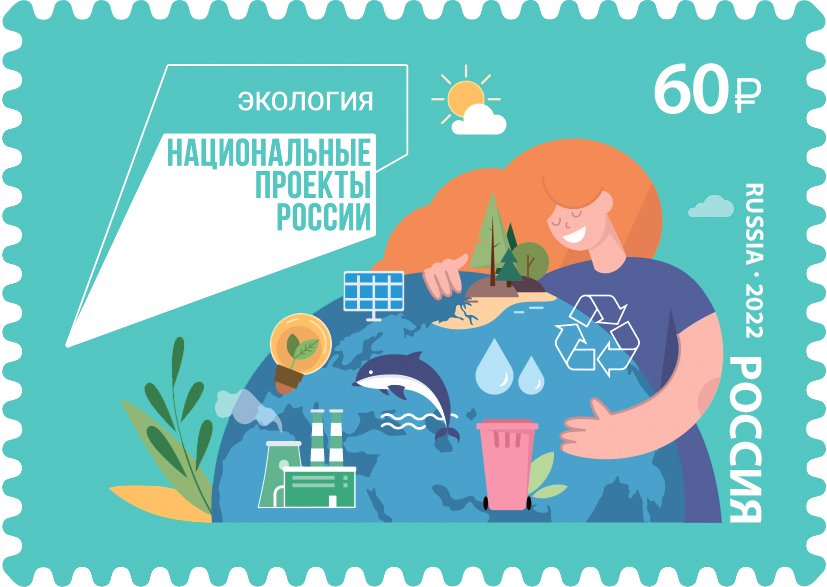
Почтовая марка России 2022 года. Серия «Национальные проекты России». Экология

Национальный проект «Экология» нацелен на эффективное обращение с отходами производства и потребления, включая ликвидацию всех выявленных на 1 января 2018 г. несанкционированных свалок в границах городов; кардинальное снижение уровня загрязнения атмосферного воздуха в крупных промышленных центрах, в том числе уменьшение не менее чем на 20 процентов совокупного объёма выбросов загрязняющих веществ в атмосферный воздух в наиболее загрязнённых городах; повышение качества питьевой воды для населения, в том числе для жителей населённых пунктов, не оборудованных современными системами централизованного водоснабжения; экологическое оздоровление водных объектов, включая реку Волгу, и сохранение уникальных водных систем, включая озёра Байкал и Телецкое; сохранение биологического разнообразия, в том числе посредством создания не менее 24 новых особо охраняемых природных территорий.
Основные задачи проекта:
- формирование комплексной системы обращения с твёрдыми коммунальными отходами, включая ликвидацию свалок и рекультивацию территорий, на которых они размещены, создание условий для вторичной переработки всех запрещённых к захоронению отходов производства и потребления;
- создание и эффективное функционирование во всех субъектах Российской Федерации системы общественного контроля, направленной на выявление и ликвидацию несанкционированных свалок;
- создание современной инфраструктуры, обеспечивающей безопасное обращение с отходами I и II классов опасности, и ликвидация наиболее опасных объектов накопленного экологического вреда;
- реализация комплексных планов мероприятий по снижению выбросов загрязняющих веществ в атмосферный воздух в крупных промышленных центрах, включая города Братск, Красноярск, Липецк, Магнитогорск, Медногорск, Нижний Тагил, Новокузнецк, Норильск, Омск, Челябинск, Череповец и Читу, с учётом сводных расчётов допустимого в этих городах негативного воздействия на окружающую среду;
- применение всеми объектами, оказывающими значительное негативное воздействие на окружающую среду, системы экологического регулирования, основанной на использовании наилучших доступных технологий;
- повышение качества питьевой воды посредством модернизации систем водоснабжения с использованием перспективных технологий водоподготовки, включая технологии, разработанные организациями оборонно-промышленного комплекса;
- экологическая реабилитация водных объектов, в том числе реализация проекта, направленного на сокращение в три раза доли загрязнённых сточных вод, отводимых в реку Волгу, устойчивое функционирование водохозяйственного комплекса Нижней Волги и сохранение экосистемы Волго-Ахтубинской поймы;
- сохранение уникальных водных объектов, в том числе реализация проекта по сохранению озера Байкал, а также мероприятий по очистке от мусора берегов и прибрежной акватории озёр Байкал, Телецкое, Ладожское, Онежское и рек Волги, Дона, Оби, Енисея, Амура, Урала, Печоры;
- сохранение биологического разнообразия, включая увеличение площади особо охраняемых природных территорий на 5 млн гектаров, реинтродукцию редких видов животных, создание инфраструктуры для экологического туризма в национальных парках, а также сохранение лесов, в том числе на основе их воспроизводства на всех участках вырубленных и погибших лесных насаждений.

Изначально нацпроект включал в себя 11 федеральных проектов «Чистая страна» (Минприроды России), «Комплексная система обращения с ТКО» (Минприроды России, Минпромторг России), «Инфраструктура для обращения с отходами 1-2 класса опасности» («Росатом»), «Чистый воздух» (Росприроднадзор), «Чистая вода» (Минстрой России), «Оздоровление Волги» (Минприроды России), «Сохранение озера Байкал» (Минприроды России), «Сохранение уникальных водных объектов» (Минприроды России), «Сохранение биологического разнообразия и развития экологического туризма» (Минприроды России), «Сохранение лесов» (Рослесхоз), «Внедрение наилучших доступных технологий» (Минприроды России, Минпромторг России). Нацпроект будет реализован по пяти направлениям: «Отходы», «Вода», «Воздух», «Биоразнообразие», «Технологии»..
Учитывая масштабность нацпроекта и целый спектр комплексных задач по его реализации, объём планируемых субсидий составит порядка 4041 млрд рублей. Наиболее затратной частью станет «внедрение наилучших доступных технологий» (2427,3 млрд рублей). Существенную финансовую поддержку проекту должны оказать крупнейшие предприятия страны (доля внебюджетных источников 3206,1 млрд рублей), 701,2 млрд рублей будет выделено из федерального бюджета, еще 133,8 — из региональных.
В ноябре 2020 года заместитель председателя правительства РФ Виктория Абрамченко заявила о корректировке отдельных программ нацпроекта. Так, федеральный проект «Наилучшие доступные технологии» с 2021 года будет интегрирован внутрь проектов «Оздоровление Волги» и «Чистый воздух», что связано с модернизацией главных загрязнителей — котельных, заводов и других производств. Федеральный проект «Чистая вода» станет частью нацпроекта «Жилье и городская среда», так как напрямую связан с жилищно-коммунальным хозяйством.

## Реализация

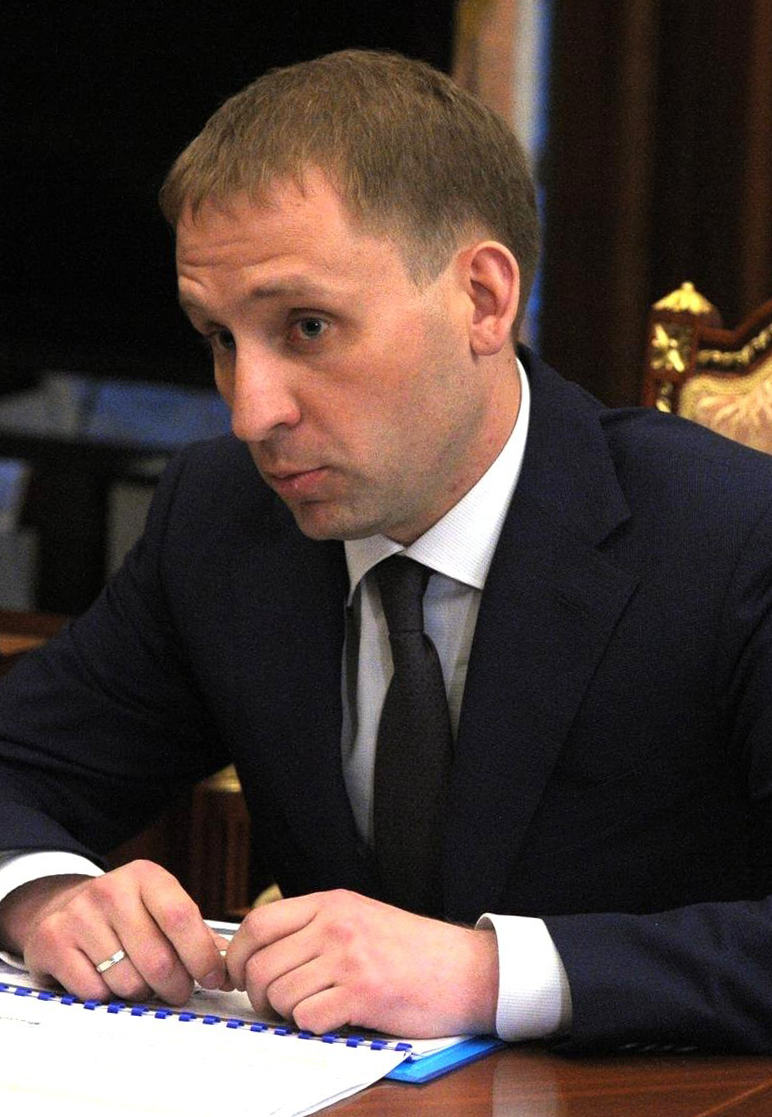
А. А. Козлов — руководитель нацпроекта «Экология»,
с 2020: министр природных ресурсов и экологии РФ

В 2017 году стартовала программа модернизации очистных сооружений в рамках федерального проекта «Оздоровление Волги». Первый этап включает возведение подводного перехода через Волгу и резервной линии электроснабжения станции аэрации, а также строительство сооружений биологической очистки в Волгограде, которая позволит сократить объём канализационных стоков в Волгу в три раза — с 90 миллионов до 30 миллионов кубометров. Общая стоимость реализации проекта — около 1,4 миллиарда рублей, он должен завершиться в 2022 году.
В рамках регионального проекта «Сохранение лесов» в Якутии проводятся лесовосстановительные мероприятия, площадь которых в 2020 году составила 7 000 гектаров.
В конце ноября 2020 года глава Минприроды Александр Козлов заявил о подготовке федерального проекта по экологическому просвещению в рамках нацпроекта «Экология». Ранее, президент России анонсировал появление проекта, который будет включать создание образовательных программ, направленных на формирование бережного отношения к окружающей среде, снижение отходообразования и обеспечение рационального водопользования, а также научные исследования и разработки по проблемам экологии и изменения климата, обеспечения устойчивого развития экономики с низким уровнем выбросов парниковых газов.
В 2020 году в рамках нацпроекта были построены или модернизированы 52 предприятия по утилизации отходов. К государственной информационной системе работы с отходами I и II класса опасности, запущенной в тестовом режиме, подключились 40 регионов. Около миллиона человек в 85 регионах РФ приняли участие в 10 тысячах мероприятиях по ликвидации загрязнений берегов и прилегающих акваторий различных водных объектов, в результате чего было очищено порядка 24 тысяч километров прибрежной полосы. Также были проведены реабилитационные работе на озере Джалкинское, реке Ягодная Ряса, Людиновском водохранилище.
В ходе различных мероприятий в рамках нацпроекта было высажено около 70 миллионов единиц древесных и кустарниковых растений.
С 1 января 2021 года федеральный проект «Чистая вода» передан на реализацию в нацпроект «Жильё и городская среда».
По итогам 2020 года бюджетное исполнение нацпроекта составило 97,6 %.
По информации вице-премьера Виктории Абрамченко, в 2023 году на реализацию экологических мероприятий в РФ, где одним из ключевых инструментов является национальный проект «Экология», предусмотрено 289 млрд рублей. По словам Абрамченко, на данный момент в России сортируется уже более 50% твердых коммунальных отходов, а около 12% — утилизируется.
В 2023 году по федеральному проекту «Чистая вода» нацпроекта «Экология» было введено 389 объектов. Из них: 43 — в Брянской области, по 16 — в Калужской и Костромской областях, по 14 — в Адыгеи и Саратовской области, по 13 — во Владимирской и Московской областях, а также в Кабардино-Балкарии. Введение в строй объектов по федпроекту по годом составило: 2019 —  72, 2020 – 100, 2021 – 259, 2022 – 363. На 2024 года запланировано введение 230 объектов. Проект позволил довести долю жителей, обеспеченных чистой водой, до 88,6%, в городской среде —до 94,9%. По данным Росводресурсов, с 2019 по 2023 год на восстановление рек, озер и водохранилищ по федпроектам «Сохранение уникальных водных объектов» и «Оздоровление Волги» нацпроекта «Экология» было направлено 17,8 млрд рублей. Реализация мероприятий по указанным проектам, по информации превысила планировавший ранее объём.
В рамках федерального проекта «Генеральная уборка» с 2021 года было ликвидировано более 200 свалок и утилизирован 131 корабль. В 2023 году финансирование проекта составило более 3,5 млрд рублей. В  2024 году в его рамках ведется работа по ликвидации свалок, заброшенных промпредприятий, затонувших кораблей и опасных скважин.